# Ferrovia Fengtai-Shacheng
La ferrovia Fengtai-Shacheng o chiamata anche ferrovia Fengsha (in cinese 丰沙铁路) è un'importante linea ferroviaria cinese posta al nord della Cina che collega la capitale cinese con  Shacheng, attraversando la Mongolia Interna e Hebei.

## Storia
Nel dicembre 1937, l'Ufficio di Tongzhou della South Manchuria Railway Co., Ltd. pianificò di costruire una ferrovia per il trasporto del carbone che passasse per Mentougou, e chiamò la ferrovia "Datong Coal Transportation Line". Il 15 agosto 1939, Tachibana Jiro completò il rapporto di indagine e propose che la "Datong Coal Transportation Line" partisse dal Tanggu New Port a est, vicino al lato nord della Jingshan Line fino a Fengtai, e attraversasse le linee Jinghan e Jingmen fino a tre negozi, Shun Yongding. La valle del fiume entra nel bacino dell'Huailai, alla stazione Shacheng East sulla linea Beijing-Baotou, e poi verso ovest lungo il fiume Sanggan fino a Datong, collegandosi con il ramo Kouquan, per una lunghezza totale di 471,16 chilometri, denominata "linea Tongtang". Ben presto fu approvato dal Comando del Fronte della Cina settentrionale giapponese.
Nel dicembre 1939, la North China Transportation Co., Ltd. propose un piano di bilancio per un totale di 60,791 milioni di yuan. La linea Tongtang è prevista per essere realizzata in due fasi: la prima fase è la sezione Fengtai-Shacheng, la seconda fase è la sezione Tanggu-Fengtai e la sezione Shacheng-Datong. La prima fase del progetto è iniziata nel settembre 1940. Si prevede di posare 107,2 chilometri di linee, costruire 146 ponti e canali sotterranei, scavare 72 gallerie, riempire 5,339 milioni di metri cubi di terra e pietra e installare 13 stazioni. Si prevede di essere completato nel 1943. A causa della continua distruzione dell'Esercito dell'Ottava Rotta nell'area di base anti-giapponese di Pingxi, il progresso del progetto fu molto lento e tutti i lavori furono costretti a fermarsi il 15 settembre 1944. La ferrovia è stata abbandonata a metà. A quel tempo, i moli sul fiume Yongding furono sostanzialmente completati e furono aperti anche i tunnel di Liuliqu e Luopoling.
I lavori di costruzione ripresero nel settembre 1952 e aperta al traffico nel giugno 1955. La messa in esercizio nel novembre 1955. Questa ferrovia è un altro modo per evitare la rampa 33 ‰ della sezione Guangou dell'originale Jingzhang Railway. È il percorso migliore tra le numerose linee selezionate da Zhan Tianyou quando costruì la Jingzhang Railway. Costo elevato e costretto a rinunciare. La linea Fengsha è sempre stata un compito importante per il trasporto del carbone. Il progetto di raddoppio iniziò nel settembre 1959 e fu completato all'inizio del 1963. La ricostruzione della doppia linea è stata completata nel dicembre 1972, il blocco automatico è stato installato nel 1979 ed elettrificata nel 1984. Dalla fine degli anni novanta, la maggior parte dei treni passeggeri sulla linea Pechino-Baotou è stata dirottata sulla linea Fengsha. Alcuni di questi treni sono passati attraverso questa  linea nel 1959 e hanno attraversato la sezione Guangou della linea Jingbao negli anni sessanta. A partire dal 21 dicembre 2017, il progetto di ricostruzione ferroviaria di Fengsha ha completato l'attività finale di assegnazione dei binari e il progetto di ricostruzione ferroviaria di Fengsha di 6,98 km è stato aperto al traffico.

## Percorso
|  | Unknown route-map component "STR+l" | Unknown route-map component "STR+r" |  |

|  | Straight track | Station on track |  |

|  | Unknown route-map component "tSTRa" | Junction both to and from left | Unknown route-map component "CONTfq" |

|  | Unknown route-map component "tSTR" | Unknown route-map component "ABZg+l" | Unknown route-map component "CONTfq" |

|  | Unknown route-map component "tSTR" | Station on track |  |

|  | Unknown route-map component "tSTR" | Unknown route-map component "ABZgl" | Unknown route-map component "CONTfq" |

|  | Unknown route-map component "tSTRe" | Straight track |  |

|  | Unknown route-map component "ABZg+l" | Junction both to and from right |  |

|  | Station on track | Straight track |  |

|  | Straight track | Station on track |  |

|  | Straight track | Junction both to and from left | Unknown route-map component "CONTfq" |

|  | Straight track | Junction both to and from left | Unknown route-map component "CONTfq" |

|  | Straight track | Station on track |  |

| Unknown route-map component "CONTgq" | Unknown route-map component "KRZo" | Unknown route-map component "ABZgr" |  |

|  | One way leftward | Unknown route-map component "KRZu" | Unknown route-map component "CONTfq" |

|  |  | Junction both to and from left | Unknown route-map component "CONTfq" |

|  |  | Unknown route-map component "eKRWgl" | Unknown route-map component "exKRW+r" |

|  |  | Unknown route-map component "tSTRa" | Unknown route-map component "exSTR" |

|  |  | Unknown route-map component "tSTR" | Unknown route-map component "exBHF" |

|  |  | Unknown route-map component "tSTRe" | Unknown route-map component "exSTR" |

|  |  | Unknown route-map component "eKRWg+l" | Unknown route-map component "exKRWr" |

|  |  | Unknown route-map component "eBHF" |

|  |  | Station on track |

|  | Unknown route-map component "CONTgq" | Unknown route-map component "ABZgr" |  |

|  | Unknown route-map component "STR+l" | Flat crossing | Unknown route-map component "CONTfq" |

|  | Unknown route-map component "LSTR" | Junction both to and from left | Unknown route-map component "CONTfq" |

|  | Unknown route-map component "LSTR" | Station on track |  |

|  | One way leftward | Unknown route-map component "KRZu" | Unknown route-map component "STR+r" |

|  | Unknown route-map component "STR+l" | Unknown route-map component "KRZu" | One way rightward |

|  | One way leftward | Unknown route-map component "KRZu" | Unknown route-map component "STR+r" |

|  |  | Unknown route-map component "ABZg+l" | One way rightward |

|  |  | Station on track |

|  |  | Unknown route-map component "ABZgl" | Unknown route-map component "CONTfq" |

|  |  | Station on track |

|  |  | Station on track |

|  | Unknown route-map component "KRW+l" | Unknown route-map component "KRWgr" |  |

|  | One way backward | Station on track |  |

|  | One way leftward | Unknown route-map component "KRZu" | Unknown route-map component "STR+r" |

|  |  | One way forward | Station on track |

|  | Unknown route-map component "STR+l" | Unknown route-map component "KRZu" | One way rightward |

|  | One way backward | Station on track |  |

|  | Station on track | One way forward |  |

|  | One way leftward | Unknown route-map component "KRZu" | Unknown route-map component "STR+r" |

|  |  | Station on track | One way backward |

|  |  | One way forward | Station on track |

|  |  | Station on track | One way backward |

|  |  | One way forward | Station on track |

|  | Unknown route-map component "STR+l" | Unknown route-map component "KRZu" | One way rightward |

|  | Small non-passenger station on track | One way forward |  |

|  | One way backward | Station on track |  |

|  | Station on track | One way forward |  |

|  | Unknown route-map component "KRWl" | Unknown route-map component "KRWg+r" |  |

|  |  | Station on track |

|  | Unknown route-map component "CONTgq" | Unknown route-map component "KRZu" | Unknown route-map component "CONTfq" |

|  | Unknown route-map component "CONTgq" | Unknown route-map component "ABZg+r" |  |

|  |  | Station on track |

|  | Unknown route-map component "CONTgq" | Unknown route-map component "ABZgr" |  |

|  |  | Continuation forward |